# إعدام هديل وعماد أبو القرع
في 27 ديسمبر/كانون الأول، وثَّقت قناة الجزيرة حادثة إعدام عماد حازم أبو القرع، البالغ من العمر 4 سنوات، والطالبة في السنة الأولى بكلية الطب، هديل هارون أبو القرع، البالغة من العمر 20 عاماً، وهما أبناء عمومة. وجرى إعدامهم أثناء محاولتهما عبور الشارع لشراء فاكهة الماندرين من بائع متجول في تقاطع أبو إسكندر بحي الشيخ رضوان. حيثُ قام جندي إسرائيلي بإطلاق النار عليهما أثناء اضطرارهما لعبور الشارع. وقد تسبب هذا الحادث في مقتل هديل على الفور، وحاول الجيران مساعدتهما وإنقاذهما، إلا أن الإطلاق المتكرر للنار من قبل الجنود الإسرائيليين أدى في النهاية إلى مقتل عماد متأثرًا بجروحه الخطيرة.
وتم دفن هديل وعماد في مقبرة جماعية بالقرب من منزلهم في حي الشيخ رضوان، وكانت هذه المقبرة قبل الحرب ملعبًا لكرة القدم. وقال هارون أبو القرع، والد هديل : «لم نتمكن حتى من إلقاء نظرة أخيرة عليهم أو تقبيلهم قبلة وداع بسبب كثافة إطلاق النار، وقام الجيران بحمل جثتي عماد وهديل وصلّوا عليهما ودفنوهما، في ظل تواجد قوات الاحتلال.»